# جان ییت رابینسون
جان ییت رابینسون (انگلیسی: John Yate Robinson; ۶ اوت ۱۸۸۵ – ۲۳ اوت ۱۹۱۶) بازیکن هاکی روی چمن اهل بریتانیا بود.